# Vic Emery
Victor Emery (ur. 28 czerwca 1933 w Montrealu) – kanadyjski bobsleista (pilot boba). Mistrz olimpijski z Innsbrucku.
Victor Emery uchodzi za głównego twórcę sukcesu kanadyjskiego boba na IO 64. Bobslejami zainteresował się po igrzyskach w 1956 roku. Wspólnie z bratem Johnem w 1957 założył Laurentian Bobsleigh Association, w 1959 wystartował na mistrzostwach świata. Igrzyska w 1964 były jego jedyną olimpiadą. Wspólnie z Peterem Kirbym startował w dwójkach (4. miejsce) oraz triumfował w czwórkach. W 1965 osada Kanady (w zmienionym składzie) zdobyła złoto na mistrzostwach świata (czwórki). Emery był także brązowym medalistą w dwójkach.